# Abdulellah Al-Malki
Abdulellah Al-Malki (en arabe : عبد الإله المالكي), né le 11 octobre 1994 à Taëf, est un footballeur international saoudien qui joue comme milieu de terrain pour Al-Hilal et l'équipe nationale d'Arabie saoudite.
Il participe à la Coupe du monde 2022.

## Biographie

### Carrière internationale
Le 11 novembre 2022, il est sélectionné par Hervé Renard pour participer à la Coupe du monde 2022. Il participe notamment à la victoire historique de son équipe, contre l'Argentine.